# Daeboreum
Il Daeboreum (대보름?, 大보름?, TaeporŭmMR) è una ricorrenza coreana che festeggia il primo plenilunio dell'anno lunare. Era una delle celebrazioni più importanti nell'antichità, siccome si credeva che cominciare bene l'anno avrebbe portato fortuna, ed era accompagnata da una serie di rituali e tradizioni propiziatorie. Cade abitualmente il 15º giorno del primo mese lunare.

## Storia
L'usanza del Daeboreum risale al periodo dei Tre Regni, quando venne istituito come occasione per promuovere l'unità e la solidarietà. Altri nomi con cui veniva chiamato sono Sangwon (상원?, 上元?; lett. "Alto inizio"), Ogiil (오기일?, 烏忌日?; lett. "Giorno memoriale della corona") e Daldo (달도?, 怛忉?; lett. "Dolore e ansia"). All'epoca moderna sono giunte alcune delle sue tradizioni, e in Corea del Sud non è una delle feste nazionali riconosciute.

## Tradizioni
La tradizione forse più celebrata del Daeboreum è il Dalmaji (달맞이?), che consiste nello scalare le montagne per veder sorgere la luna, in quanto si credeva che il primo che ci fosse riuscito avrebbe goduto di buona fortuna o avrebbe visto esaudirsi un desiderio.
Tra i giochi figurano il Jwibul nori, in cui si bruciano le risaie per uccidere gli animali infestanti; il Notdari balgi, in cui le donne del villaggio formano dei ponti umani, camminando l'una sulla schiena dell'altra, e il Sajanori, in cui gli uomini fanno una parata indossando maschere da leoni.
Un rituale beneaugurante era il Daljip ("porta lunare"), che consisteva nell'erigere una porta a est, appendervi biglietti con i desideri della gente, e darle fuoco al sorgere della luna. Si facevano inoltre volare gli aquiloni, e liberarli in cielo dopo avervi scritto una preghiera equivaleva a scacciare la sfortuna.
Nel sud della penisola coreana la banda contadina locale si spostava per il villaggio esibendosi in canti e danze di buon augurio, una tradizione che in alcuni luoghi, come nel Jeolla Settentrionale, si è trasformata nella cerimonia del gisebae (기세배?, 旗歲拜?; lett. "Saluti della bandiera al nuovo anno"), in cui le bande locali e i portabandiera dei villaggi si ritrovavano per scambiarsi gli auguri di Capodanno.
Altre tradizioni e credenze sono:
- Bokto humchigi (복토훔치기?, 福土-?; lett. "Rubare la fortuna della terra"): la gente rubava un po' di terra dal cortile di un uomo benestante e la sfregava attorno al proprio focolare per attirare in casa la fortuna.[4]
- Deowipalgi (더위팔기?): per sfuggire alla calura estiva, si chiede alla prima persona incontrata durante la giornata di "comprare" il proprio caldo.[7]
- Gaeboreumsoegi (개보름쇠기?): i cani vengono tenuti a digiuno, pena la comparsa di mosche nel loro pelo durante l'estate.[8]
- Mogitbul (모깃불?): all'alba si accende un falò di paglia per eliminare zanzare e insetti.[9]
- Yongal tteugi (용알뜨기?; lett. "Raccogliere le uova di drago"): all'alba del Daeboreum, appena il gallo cantava, si correva al pozzo a prendere l'acqua. Il primo che ci riusciva avrebbe avuto un buon raccolto in autunno.[4]

## Cibo

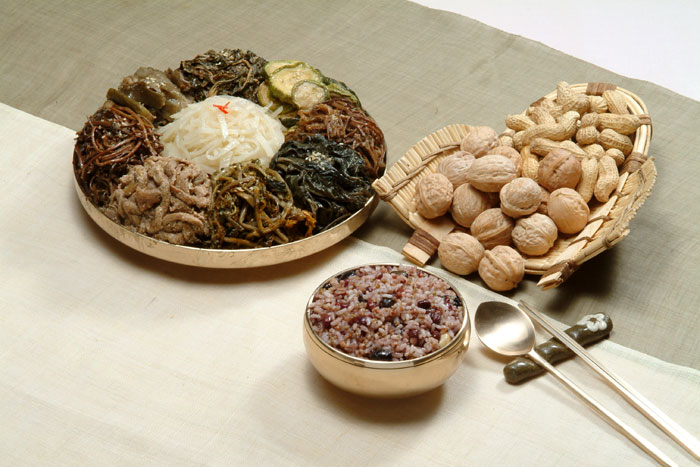
Cibo del Daeboreum: erbe namul, frutta secca e riso ogokbap.

Il cibo consumato durante il Daeboreum è legato non solo all'agricoltura, ma anche alla medicina e alla mitologia. Al mattino era usanza rompere il guscio della frutta secca (in particolare noci di ginkgo, noci, arachidi, castagne e pinoli) con i denti, credendo che ciò aiutasse a tenerli in salute e a prevenire i foruncoli, e bere il gwibalgisul, una bevanda alcolica a base di cheongju (vino di riso), che faceva arrossire le orecchie, proteggendo apparentemente l'udito.
Un'abitudine era quella di condividere con i vicini di casa ogokbap (riso bollito con cinque diversi cereali) e namul. In passato l'ogokbap veniva dato ad almeno tre vicini, nella speranza che la gentilezza mostrata portasse fortuna. Lo yakbap era invece un dolcetto a base di riso, noci e frutta essiccata, mentre con il nome jinchae si identificavano le sette verdure estive essiccate che venivano fatte bollire per proteggere dalla canicola: zucchine, funghi, fagioli, rape, foglie di ravanello, estremità di cetriolo e bucce di melanzana.